# وردس
وردس (به فرانسوی: Verdes) یک کمون در فرانسه است که در Canton of Ouzouer-le-Marché واقع شده‌است.

## خصوصیات
وردس ۲۸٫۵۹ کیلومترمربع مساحت و ۳۸۸ نفر جمعیت دارد و ۱۲۵ متر بالاتر از سطح دریا واقع شده‌است.